# Dina Maslowa
Dinara Maslowa (russisch Динара Маслова; Diminutiv Dina, russisch Дина; * 23. September 1984 in Frunse, Sowjetunion) ist eine kirgisische Journalistin und Chefredakteurin der Online-Redaktion des Wetscherni Bischkek.

## Lebenslauf
Dina Maslowa machte ihr Abitur in ihrer Geburtsstadt Frunse und studierte daraufhin an der Fakultät für Journalismus der Kirgisisch-Russischen Slawischen Universität Bischkek. Nach dem Studium arbeitete sie als Berichterstatterin für die Zeitung Wetscherni Bischkek, wo sie im Januar 2008 zur Sonderkorrespondentin wurde. Seit 2011 leitet sie die Online-Redaktion der Zeitung. Zwei Jahre (2009–2010) war sie im Sekretariat des Staatspräsidenten Kirgisistans Kurmanbek Bakijew tätig. Sie veranstaltet das jährlich stattfindende, internationale Festival „Red Jolbors Fest“ und macht Geschäftsleute mit bestimmten Methoden der Werbung vertraut.

## Sonstiges
In den Jahren 2010–2011 war Maslowa auf die Begleitung durch einen Leibwächter angewiesen, da sie wegen ihrer journalistischen Aktivitäten immer wieder Drohungen bekam. So kam der am 9. Juli 2010 veröffentlichte Artikel von Maslowa mit dem Titel „Hauptgesetz des nationalen Mosaiks“ bei einigen hochrangigen kirgisischen Offiziellen nicht gut an. Asimschan Ibrahimov, der zu jenem Zeitpunkt Leiter des Nationalen Gremiums für Landessprache war, forderte sogar auf, Maslowa dafür aus Kirgisistan auszuweisen.